# 檜山四郎
檜山 四郎（ひやま しろう、1926年 - ）は、犯罪学者。
茨城県生まれ。明治大学法学部卒業。東京家庭裁判所調査官、水戸家庭裁判所、前橋家庭裁判所で総括主任調査官、次席調査官、1986年退官。

## 著書
- 『自動車交通事故の法的解決と裁判実例』ナツメ社 1959
- 『非行中学生の対策と指導』酒井書店 1960
- 『非行からの回復相談 非行少年の導き方』酒井書店 1967
- 『非行生徒の回復相談 その予防と対策』新日本法規出版 1977
- 『学校と非行 いじめを中心として』新日本法規出版 1986
- 『戦後少年犯罪史』増補版　酒井書店 1988
- 『成熟した社会の犯罪と予防』酒井書店 1994

### 共編著
- 『交通事故手続きの仕方賠償のあり方の法律知識』大河内躬恒共著 育英堂 1960
- 『交通事故の正しい処理 民事・行政・刑事的解決の基礎』石崎夏夫,兼頭吉市共著 東明社 1963
- 『断絶時代の家庭像 とくに青少年問題を中心に』編 東明社 1970
- 『戦後少年犯罪史』畠山勝美共著 酒井書店 1974
- 『続・繁栄の落し子たち 社会変動と少年非行』兼頭吉市共編集 大成出版社 1977
- 『交通事故の法律知識 手続きの仕方・賠償のあり方』増訂版 大河内躬恒共著 育英堂 法律知識シリーズ　1978
- 『少年暴力の背景と予防』山崎森共著 ぎょうせい 1981
- 『生活指導 学校における非行対策』二階堂羊一共編 大成出版社 1981

## 参考
- 『戦後少年犯罪史』著者紹介